# Memorial Marco Pantani 2004
Il Memorial Marco Pantani 2004, prima edizione della corsa, si svolse il 5 giugno 2004 tra Cesenatico e Cesena. Ad aggiudicarsi la prova fu Damiano Cunego, fresco vincitore del Giro d'Italia.
Questa prima edizione venne pensata ed organizzata come criterium per onorare il forte e popolare campione romagnolo Marco Pantani, scomparso pochi mesi prima. Prima del via i corridori invitati resero omaggio alla tomba di Pantani presso il cimitero di Cesenatico; nella stessa giornata venne anche inaugurata una stele metallica in ricordo dello scomparso campione presso la Salita dei Gessi, a Cesena.
Alla corsa presero parte 54 corridori Elite che si sfidarono su un percorso di circa sessanta chilometri; la prova si risolse sulla salita finale, con l'attacco di Damiano Cunego e Franco Pellizotti, e il veronese a imporsi in una volata a due sul traguardo; terzo fu Luca Mazzanti, staccato di 13".

## Ordine d'arrivo
| Pos. | Corridore              | Squadra         | Tempo    |
| ---- | ---------------------- | --------------- | -------- |
| 1    | Damiano Cunego         | Saeco           | 2h00'08" |
| 2    | Franco Pellizotti      | Alessio-Bianchi | s.t.     |
| 3    | Luca Mazzanti          | Cer. Panaria    | a 13"    |
| 4    | Luca Sironi            | Vini Caldirola  | a 20"    |
| 5    | Filippo Pozzato        | Fassa Bortolo   | a 35"    |
| 6    | Mariano Piccoli        | Lampre          | s.t.     |
| 7    | Antonio D'Aniello      | Miche           | a 50"    |
| 8    | Daniele Balestri       | Team Icet       | s.t.     |
| 9    | Rafael Nuritdinov      | De Nardi        | s.t.     |
| 10   | Stefano Ciuffi         | Amore & Vita    | a 1'00"  |
| 11   | Fabio Sacchi           | Fassa Bortolo   | a 1'35"  |
| 12   | Cristian Moreni        | Alessio-Bianchi | s.t.     |
| 13   | Leonardo Bertagnolli   | Saeco           | s.t.     |
| 14   | Andrea Noè             | Alessio-Bianchi | a 3'00"  |
| 15   | Andrea Tonti           | Saeco           | s.t.     |
| 16   | Alessandro Spezialetti | Saeco           | s.t.     |
| 17   | Massimo Boglia         | Team LPR        | s.t.     |
| 18   | Dmitrij Gajnitdinov    | Team Icet       | s.t.     |
| 19   | Kirill Golubev         | Team Icet       | s.t.     |
| 20   | Eddy Mazzoleni         | Saeco           | s.t.     |
| 21   | Pasquale Muto          | Miche           | s.t.     |
| 22   | Leonardo Caneschi      | Miche           | s.t.     |
| 23   | Giancarlo Ginestri     | Tenax           | s.t.     |
| 24   | Alejandro Borrajo      | Cer. Panaria    | s.t.     |
| 25   | Luca Solari            | Barloworld      | s.t.     |
| 26   | Ellis Rastelli         | Alessio-Bianchi | s.t.     |
| 27   | James Burrow           | Amore & Vita    | s.t.     |
| 28   | Andrej Karpačëv        | Team LPR        | s.t.     |
| 29   | Dario Andriotto        | Vini Caldirola  | s.t.     |
| 30   | Oscar Mason            | Vini Caldirola  | s.t.     |
| 31   | Mychajlo Chalilov      | Team Icet       | s.t.     |
| 32   | Ivan Degasperi         | Team LPR        | s.t.     |
| 33   | Daniele Pietropolli    | Tenax           | s.t.     |
| 34   | Fabio Borghesi         | Miche           | s.t.     |
| 35   | Fortunato Baliani      | Cer. Panaria    | s.t.     |
| 36   | Krzysztof Szczawinski  | Team Icet       | s.t.     |
| 37   | Ivan Fanelli           | Amore & Vita    | s.t.     |
| 38   | Aljaksandr Kučynski    | Amore & Vita    | s.t.     |
| 39   | Sylwester Szmyd        | Saeco           | s.t.     |
| 40   | Leonardo Branchi       | Team Icet       | s.t.     |
| 41   | Francesco Bellotti     | Barloworld      | s.t.     |
| 42   | Francesco Salomone     | Barloworld      | s.t.     |
| 43   | Mario Manzoni          | F. Pinzolo      | s.t.     |
| 44   | Alessandro Vanotti     | De Nardi        | s.t.     |
| 45   | Corrado Serina         | F. Pinzolo      | s.t.     |
| 46   | Mauro Zinetti          | Vini Caldirola  | s.t.     |
| 47   | Ivan Quaranta          | F. Pinzolo      | s.t.     |
| 48   | Samuele Tartaglia      | Team Icet       | s.t.     |
| 49   | Darren Lill            | Barloworld      | s.t.     |
| 50   | James Lewis Perry      | Barloworld      | s.t.     |